# Deus otiosus

Deus otiosus este un concept teologic folosit pentru a descrie un tip de zeu suprem creator care și-a abandonat opera, retrăgându-se în cer și nemaipăstrând relații cu lumea creată. Deus otiosus e traductibil prin zeu care se odihnește, zeu neutru, care nu participă la treburile lumii. Aceste divinități sunt prezente în numeroase tradiții (Brahma, Anu, divinitatea baltică Dievas, divinități africane etc.).
Un concept similar este cel de deus absconditus sau „zeu ascuns” al lui Toma de Aquino (1225–1274) și Nicolaus Cusanus. Deși Toma de Aquino a fost catolic și nu deist, conceptul de „zeul inactiv” se referă la o zeitate a cărei existență este cunoscută de oameni doar prin contemplare sau prin examinarea acțiunilor divine. Conceptul deus otiosus sugerează adesea un zeu care a obosit să se mai implice în această lume și a fost înlocuit de zei mai tineri și mai activi, în timp ce conceptul deus absconditus se referă la un zeu care a părăsit în mod conștient această lume pentru a se ascunde altundeva.

## Mitologie
Unele mituri explică acest abandon prin depărtarea forțată a cerului de pământ, altele prin întreruperea comunicațiilor pământului cu cerul. Zeul creator și-a delegat atribuțiile, totuși, spiritelor naturii, personificări ale forțelor naturii. Dii otiosi se întâlnesc mai ales în mitologiile primitive, cu o largă răspândire în Africa, Melanezia și America de Sud.
Zeul Numbakulla (tribul australian Arunta) dispare definitiv după creație. Zeul Malengfung (tribul Kai, Noua Guinee), după crearea universului, adoarme la marginea lui, însă vremelnic. La fel dispar și zeii africani Olorun și Nyamye.
În Africa, se întâlnesc și forme intermediare, clasificate de mitologi în deus absconditus  (zeul ascuns), deus remotus (zeul îndepărtat), deus incertus (zeul incert, de fapt, nevăzut).
O definiție in situ găsim la tribul sud-african Aniamba, explicând și raporturile dintre oameni și zeii retrași: zeul principal al tribului e socotit un zeu egoist, care trândăvește, abandonând lumea pe care a creat-o. De aici unii cercetători numesc pe orice deus otiosus, zeu obosit.
În Sumer zeii mai tineri Enlil și Enki îl înlocuiesc pe Anu, care devine un deus otiosus. În mitologia greacă, zeii începuturilor, Uranus și Gaia, sunt înlocuiți, treptat, de titanii Cronos și Rhea, care sunt urmați la rândul lor de Zeus, Hera și ceilalți olimpieni.
În școala Vaiśeṣika a hinduismului, teoriile timpurii au fost ateiste / non-teiste, universul fiind explicat ca fiind compus din eternii paramanu (atomi) ai substanțelor ale căror combinații și interacțiuni au explicat natura universului. În primul mileniu d.Hr., școala a introdus conceptul de Ishvara în filozofia naturalismului atomist. Învățații antici din această perioadă ai Vaiśeṣika au păstrat credința că substanțele sunt eterne, dar au adăugat Ishvara ca o ființă supremă eternă, care este omniscientă și omniprezentă. Ishvara (sau Deva) nu a creat lumea, conform acestei școli de savanți hindusi, ci a creat doar legile invizibile care conduc lumea și apoi a devenit pasiv și a lăsat acele legi universale ascunse să funcționeze singure. Astfel, Ishvara al școlii Vaisheshika este un deus otiosus, ca un Dumnezeu care se retrage după ce a creat legile invizibile ale naturii. Ishvara, afirmă Klaus Klostermaier, poate fi înțeles ca un Dumnezeu etern care coexistă în univers cu substanțe și atomi eterni, dar El „învârte ceasul și îl lasă să parcurgă cursul”.
În mitologia vedică a hinduismului, Indra apare ca deus otiosus, în timp ce Shiva și Vishnu sunt zeii mai tineri și mai activi, atât mai cu putință de a fi cunoscuți, cât și de interacționat cu ei. În unele purane medievale ale hinduismului, Adi Shakti apare ca un deus otiosus.
În mitologia baltică Deivas a fost cel mai probabil un deus otiosus.

## Filosofia occidentală
Conceptul deus otiosus a fost atribuit deismului, un curent religios-creștin din sec. XVII-XVIII. Catolicul Toma de Aquino este însă cel care definește și atribuie atât noțiunea de zeu ascuns, cât și pe cea de zeu neutru unei divinități a cărei existență nu poate fi cunoscută omului prin simpla contemplare sau cercetare a actelor divine.
Martin Luther folosește noțiunea de deus absconditus pentru a explica misterul și depărtarea lui Dumnezeu.

## Vezi și
- Deus absconditus
- Deus revelatus
- Mitologie comparată